# ベロモルスク
座標: 北緯64度31分31秒 東経34度45分57秒 / 北緯64.52528度 東経34.76583度
ベロモルスク（Беломо́рск, Belomorsk, フィンランド語: Sorokka, カレリア語: Šuomua）はロシアのカレリア共和国にある町。

## 概要
白海南西奥のオネガ湾に面した町で、白海・バルト海運河の白海側の出口となっておりバルト海とは水路でつながっている。ベロモルスキー地区の行政中心都市。近くにはカレリアを流れるヴイグ川（Выг, Vyg）の河口もある。ケミの南にあり、アルハンゲリスクとムルマンスクを結ぶ鉄道が通り、カレリアの首都ペトロザヴォーツクへの路線が分かれている。人口は13,103人（2002年国勢調査）。

## 歴史
当初はソロカ（Соро́ка, Soroka）という名の小さな村落で、ロシア帝国の統計記録ではソロツコエと書かれていたが、「白海の町」を意味するベロモルスクに改名されている。ソビエト連邦とフィンランドとの間で継続戦争が行われていた1941年から1944年の間は、ソ連領カレリアの臨時の行政中心地となっていた。
ベロモルスクはカレリア人のほか、中世に白海沿岸に移住したポモールも住み、ポモール貿易が行なわれた場所で、ポモールの文化の中心の一つとなっている。ザラヴルガ（Zalavruga）やベソヴィ・スレドキ（Besovy Sledki、「悪魔の足跡」）には古代人が石に刻んだペトログリフが多数残ることで知られる。